# Jana Adámková
Jana Adámková (née le 27 janvier 1978 à Brno) est une ancienne footballeuse tchèque devenue arbitre de football.

## Biographie
Pendant sa carrière de joueuse, Jana Adámková dispute six matches avec son équipe nationale au cours de la saison 2000-01 et marque un but.
Devenue arbitre, elle est nommée en 2007 arbitre assistante dans le championnat masculin de République tchèque de deuxième division. Elle est arbitre assistante dans le championnat masculin de première division pour la saison 2008-09.
Au niveau international, elle devient arbitre officielle de l'UEFA en 2007. Elle est désignée pour arbitrer la finale de la Ligue des champions féminine de l'UEFA 2018 qui oppose l'Olympique lyonnais au Vfl Wolsburg. En décembre 2018, elle est choisie comme arbitre pour la coupe du monde féminine 2019.